# Cladosarsia minima
Cladosarsia minima är en nässeldjursart som beskrevs av Bouillon 1978. Cladosarsia minima ingår i släktet Cladosarsia och familjen Cladosarsiidae. Inga underarter finns listade i Catalogue of Life.